# Keltner-Kanal
Der Keltner-Kanal ist ein Verfahren der technischen Chartanalyse. Er wurde erstmals 1960 von Chester W. Keltner (1909–1998) eingeführt. Er dient der Veranschaulichung von Kurspotentialen.
Ähnlich wie bei den Bollinger-Bändern wird der Graph von oberen und unteren „Bändern“ eingekreist. Zuerst wird ein gleitender Durchschnitt gebildet, die Basis hierfür bildet der sog. „typische Preis“.
Berechnung des typischen Preises:
Die Summe aus Tageshöchstkurs, Tagestiefstkurs und Schlusskurs wird durch den Wert 3 geteilt, um so einen Tagesdurchschnittskurs zu erhalten.
{\displaystyle TP_{t}={\frac {H_{t}+L_{t}+C_{t}}{3}}}
Im zweiten Schritt wird der Tageshöchstkurs vom Tagestief abgezogen, man erhält auf diese Weise den Durchschnittswert der täglichen Handelsspanne. Dieser Wert ist ein Maß für die Beweglichkeit und kann durch Multiplikation mit einem Faktor an unterschiedliche Anwendungsbereiche angepasst werden. Dieser Faktor F wurde jedoch erst später eingeführt; wird der Faktor gleich 1 gesetzt, so entspricht dies der Originalformel.
Keltner berechnet den gleitenden Durchschnitt und die tägliche Handelsspanne für 10 Tage, also für die letzten zwei Wochen – manche Software nutzt als Voreinstellung für die Berechnung auch den Wert 20 was auf dem Tageskurs den Durchschnitt des letzten Monats entspricht.

## Interpretation
Bricht der Kurs durch das obere Band, so soll dies auf weitere mögliche Kurssteigerung in Zukunft hindeuten. Umgekehrt kann ein Durchbrechen des unteren Bandes auf weiter fallende Kurse hinweisen.

## Formeln
{\displaystyle KC_{t}^{Oben}=GD_{t}^{arith.,n}(TP)+ADR_{t}^{m}xF}
{\displaystyle KC_{t}^{Mitte}=GD_{t}^{arith.,n}(TP)}
{\displaystyle KC_{t}^{Unten}=GD_{t}^{arith.,n}(TP)-ADR_{t}^{m}xF}